# Ветер с моря (картина)
«Ветер с моря» — картина американского художника Эндрю Уайета, написанная в 1947 году. Находится в Национальной галерее искусств в Вашингтоне.

## История
1940-е годы стали для художника переломным этапом жизни и творчества. В 1945 году Уайет попал в аварию на железнодорожных путях, в которой погибли его отец и трехлетний племянник. Художник называл смерть отца не только личной трагедией, но и формирующим эмоциональным событием в своей творческой карьере. Искусство Уайета сформировалось в зрелый и устойчивый стиль. Он отметил:
Ранее (до смерти отца) я был только искусным акварелистом — много взмахов кистью и заливок. Когда погиб отец, во мне проснулось желание доказать, что его воспитание не было бесплодным, бесполезным — теперь я стремился сделать что-то серьезное… Впервые в своей жизни я рисовал, четко осознавая — почему и для чего.

## Описание
На картине изображен вид из окна дома, принадлежавшего друзьям художника, Альвару и Кристине Ольсон. Мезонин этого дома Уайет приспособил для собственной мастерской. Открыв окно, чтобы проветрить мастерскую, художник почувствовал редкий для тех мест ветер с моря. Он был вдохновлен тем, как дуновение ветра оживило занавески на фоне пустынного поля, и сделал набросок для нового произведения, где одновременно присутствуют интерьер и пейзаж.
После первоначального наброска Уайет несколько месяцев изучал техники изображения окон, драпировки ткани и делал другие наброски, прежде чем приступить к картине. Все работы были завещаны Национальной галерее искусств Чарльзом Х. Морганом.

## Символизм
Уайет верил в способность обычных вещей нести символизм, «глубокое значение» и богатые эмоции. То же самое относится и к «Ветру с моря», Уайет считал картину символическим портретом Кристины, сравнивая жесткую оконную раму с стойкостью Кристины, гниющие занавески с ее инвалидностью, а вязаных птиц с ее нежной женственностью.

## Провенанс
Клей Бартлетт из Манчестера, штат Вермонт, купил картину у художника в январе 1947 года. В 1952 году она была продана Чарльзу Хиллу Моргану в Амхерсте, штат Массачусетс. В соответствии с завещанием Моргана, она была передана в аренду художественному музею Мида при Амхерст-колледже на 25 лет после его смерти в 1984 году, после чего была передана в дар Национальной галерее искусств в 2009 году. 